# 于新粒
于新粒（1939年11月—），男，汉族，山东淄博人，中华人民共和国基督教牧师、政治人物，现任中国基督教三自爱国运动委员会副主席、北京市基督教教务委员会会长。第十一届全国政协委员。

## 生平
2008年，当选第十一届全国政协委员，代表宗教界，分入第五十一组。并担任民族和宗教委员会专委。